# تأثير مزدوج (فلم)
تأثير مزدوج  (بالإنجليزية: Double Impact) هو فيلم حركة تم إنتاجه في الولايات المتحدة وصدر في سنة 1991. من بطولة جين كلود فان دام وبولو يونغ.

## الميزانية والإيرادات
بلغت تكلفة إنتاج الفيلم حوالي 15,000,000 دولار بينما حقق أرباحا تقدر بـ 80,039,915 دولار.

## وصلات خارجية
- مقالات تستعمل روابط فنية بلا صلة مع ويكي بيانات